# إلف الكلس

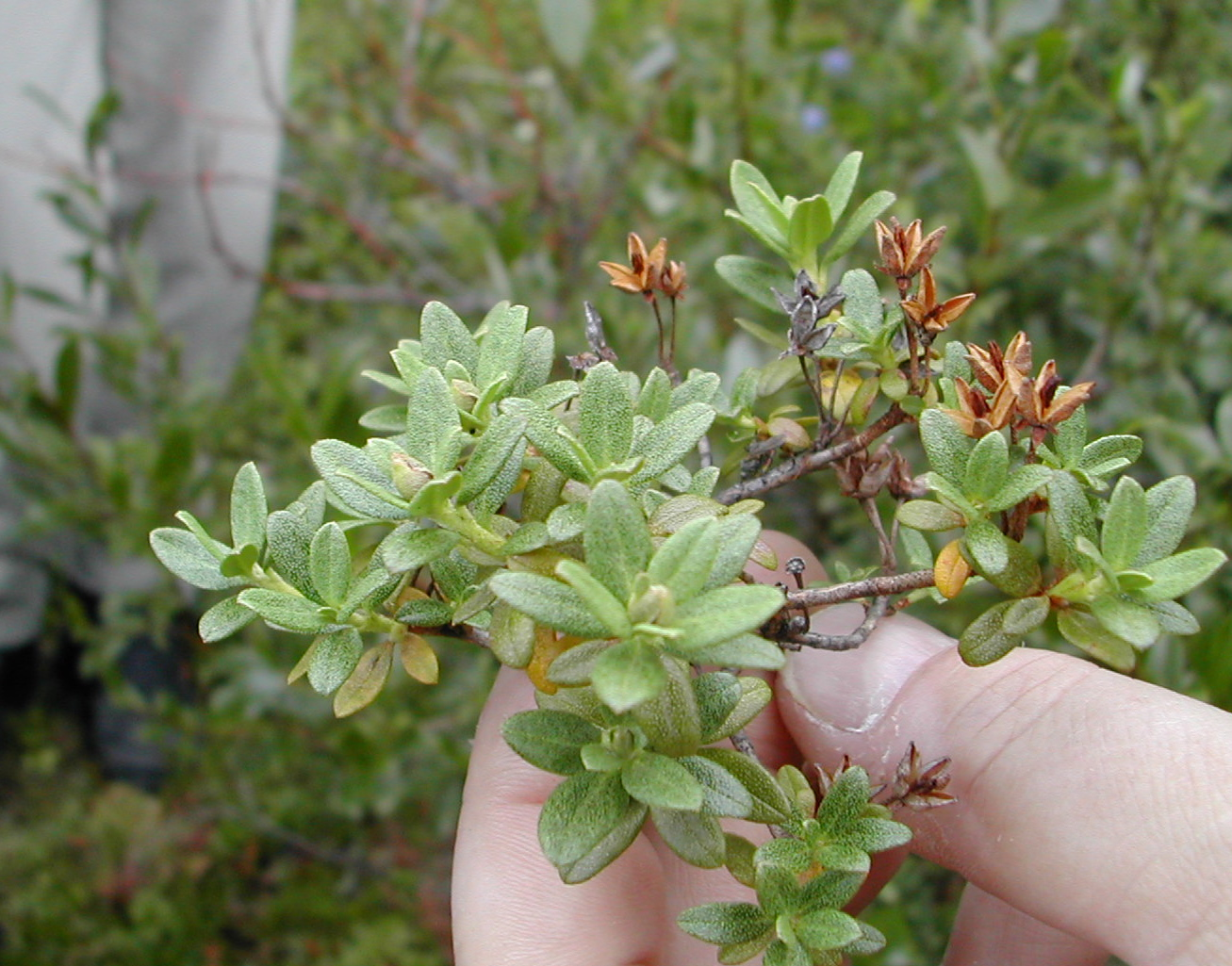

إلف الكلس أو النباتات الكلسية (بالإنجليزية: Calcicole)‏، هي النباتات التي تنمو في التربة بالكلس أو الجير مثل النجيليات والبقوليات والأشنان.